# Mohelnice nad Jizerou
Mohelnice nad Jizerou (deutsch: Mohelnitz an der Iser) ist eine Gemeinde mit 77 Einwohnern im Okres Mladá Boleslav, Tschechien.

## Geografie

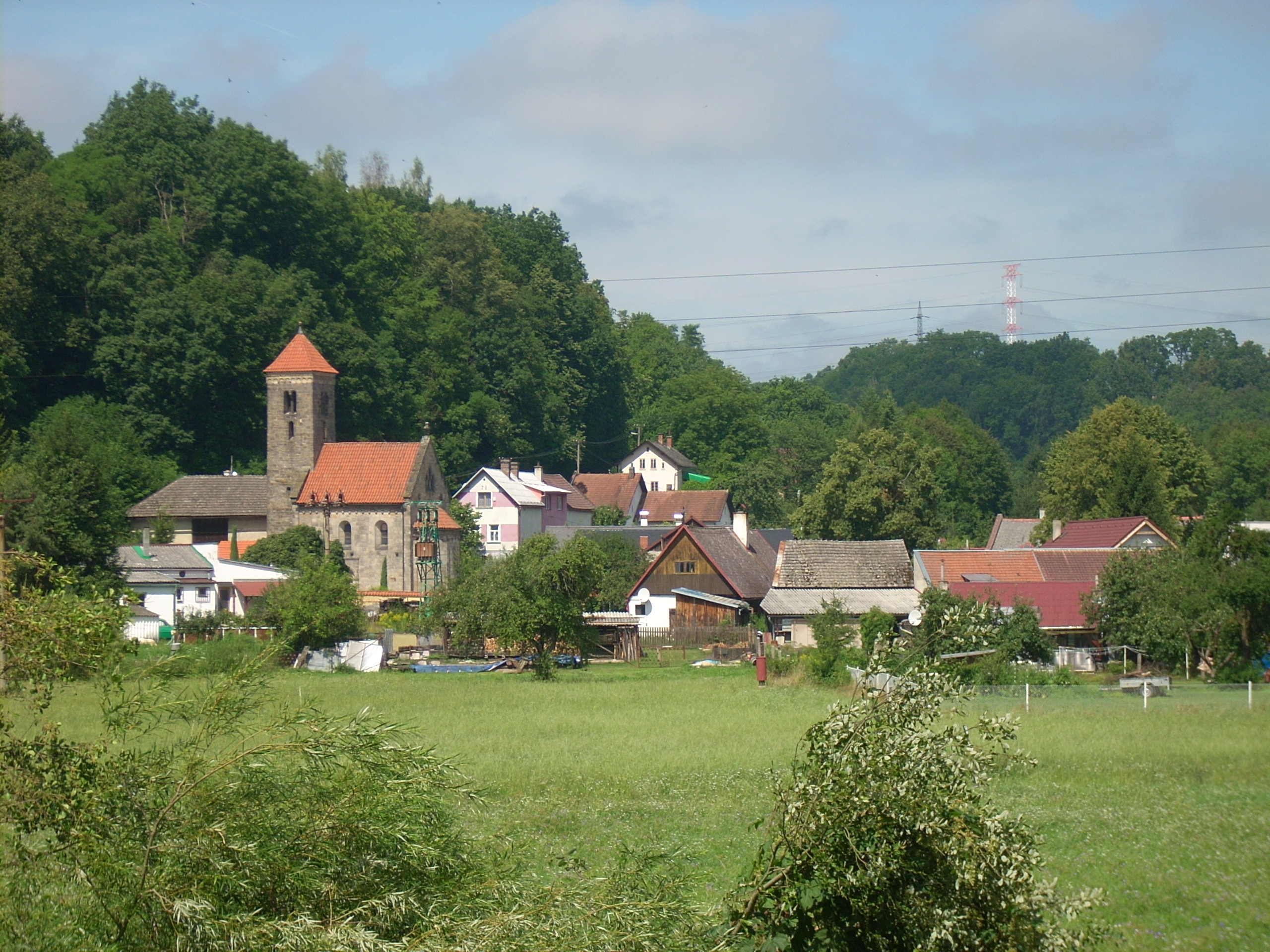
Dorfansicht

Die Gemeinde liegt am Zusammenfluss der Jizera und Mohelka, 5 Kilometer von der Stadt Mnichovo Hradiště entfernt. Weitere Nachbarorte sind Jivina und Mukařov im Westen, Neveklovice im Norden sowie Loukov und Loukovec im Osten. Durch den Ort verläuft die Straße Nr. 277 von Mnichovo Hradiště nach Český Dub.

## Geschichte
Das Dorf Mohelnice wurde 1352 erstmals urkundlich erwähnt. Es gehörte ab dem 15. Jahrhundert den Herren von Riesenburg, ab 1503 als Bestandteil der Herrschaft Loukovec denen von Wartenberg. Erst seit 1905 ist Mohelnice eine selbständige Gemeinde. 1921 wohnten hier 285 Einwohner in 50 Häusern, heute sind noch 77 Menschen in Mohelnice ansässig (Stand 2006).

## Sehenswürdigkeiten
- romanische Mariä-Himmelfahrt-Kirche
- In der Nähe des Ortes liegt die Ruine des Schlosses Zásadka. Das Herrenhaus aus dem 14. Jahrhundert wurde im 15. Jahrhundert zur Burg umgebaut. Aus dieser Bauphase sind noch Reste von Mauern und Gräben erhalten. Nach 1560 ist die Burg zu einem Schlösschen im Renaissance-Stil umgebaut worden. Es war nach dem 17. Jh. nicht mehr bewohnt und wurde nach einem Brand 1790 aufgegeben.

## Gemeindegliederung
Die Gemeinde besteht aus den beiden Ortsteilen Mohelnice und Podhora.